# Coupe des nations de rink hockey 2019
Navigation
Coupe des nations 2017 Coupe des nations 2024
La Coupe des nations de rink hockey 2019 est la 68e édition de la compétition. La coupe se déroule du 17 au 21 avril 2019 , à Montreux en Suisse.

## Déroulement
La compétition est divisée en deux phases.
La phase de qualification dure les trois premiers jours du tournoi. Durant cette phase, les 8 équipes sont réparties dans deux groupes. Dans chaque groupe, chaque équipe se rencontre une fois, afin d'établir un classement par groupe. Les deux premières équipes de chaque groupe sont qualifiées pour les demi-finales. Les deux équipes les moins bien placées s'affrontent dans un tournoi pour établir le classement final.
La phase finale s'étale sur les deux derniers jours. La première équipe de chaque groupe rencontre, lors d'une demi-finale, la seconde équipe de l'autre groupe. Les équipes vainqueurs de leur demi-finale s'affrontent en finale. Les équipes perdant la demi-finale jouent un match pour la troisième place. L'équipe classée troisième du groupe rencontre, lors d'un match de classement, le quatrième de l'autre groupe. Les équipes qui sortent vainqueurs de ces matchs de classement s'affrontent le dernier jour pour la 5e place; les équipes perdantes jouent un match pour la 7e place.

## Participants
| Groupe A |
| -------- |
| Espagne  |
| Portugal |
| Angola   |
| Suisse   |

| Groupe B    |
| ----------- |
| Argentine   |
| Italie      |
| France      |
| Montreux HC |

Sept équipes nationales participent à la compétition. Montreux, club hôte, complète habituellement la huitième place. Les équipes participantes sont annoncées durant la première quinzaine du mois de février 2019 sur le site de la compétition.
Le tournoi sert pour les sélections de préparation pour le mondial 2019 qui se déroule quelques mois plus tard.
Les Argentins, tenant du titre face à leur victoire contre les Portugais lors de la finale de la précédente édition, remettent leur titre en jeu.

## Phase de poule

### Groupe A
| Rang | Équipe   | Pts | J | G | N | P | Bp | Bc | Diff |  | Résultats |  |     |     |      |
| ---- | -------- | --- | - | - | - | - | -- | -- | ---- |  | --------- |  | --- | --- | ---- |
| 1    | Portugal | 7   | 3 | 2 | 1 | 0 | 17 | 10 | +7   |  | Portugal  |  | 4-2 | 4-4 | 9-4  |
| 2    | Angola   | 6   | 3 | 2 | 0 | 1 | 17 | 11 | +6   |  | Angola    |  |     | 4-3 | 11-4 |
| 3    | Espagne  | 4   | 3 | 1 | 1 | 1 | 17 | 9  | +8   |  | Espagne   |  |     |     | 10-1 |
| 4    | Suisse   | 0   | 3 | 0 | 0 | 3 | 9  | 30 | -21  |  | Suisse    |  |     |     |      |

| 17 avril 2019 | Espagne | 3 - 4 | Angola |  |  |
|               |         |       |        |  |  |

| 17 avril 2019 | Suisse | 4 - 9 | Portugal |  |  |
|               |        |       |          |  |  |

| 18 avril 2019 | Suisse | 1 - 10 | Espagne |  |  |
|               |        |        |         |  |  |

| 18 avril 2019 | Angola | 2 - 4 | Portugal |  |  |
|               |        |       |          |  |  |

| 19 avril 2019 | Suisse | 4 - 11 | Angola |  |  |
|               |        |        |        |  |  |

| 19 avril 2019 | Portugal | 4 - 4 | Espagne |  |  |
|               |          |       |         |  |  |

### Groupe B
| Rang | Équipe      | Pts | J | G | N | P | Bp | Bc | Diff |  | Résultats   |  |     |     |     |
| ---- | ----------- | --- | - | - | - | - | -- | -- | ---- |  | ----------- |  | --- | --- | --- |
| 1    | Argentine   | 9   | 3 | 3 | 0 | 0 | 17 | 3  | +14  |  | Argentine   |  | 6-2 | 6-0 | 5-1 |
| 2    | Italie      | 6   | 3 | 2 | 0 | 1 | 15 | 9  | +6   |  | Italie      |  |     | 9-2 | 4-1 |
| 3    | France      | 3   | 3 | 1 | 0 | 2 | 10 | 16 | -6   |  | France      |  |     |     | 8-1 |
| 4    | Montreux HC | 0   | 3 | 0 | 0 | 3 | 3  | 17 | -14  |  | Montreux HC |  |     |     |     |

| 17 avril 2019 | Argentine | 6 - 2 | Italie |  |  |
|               |           |       |        |  |  |

| 17 avril 2019 | Montreux HC | 1 - 8 | France |  |  |
|               |             |       |        |  |  |

| 18 avril 2019 | Italie | 9 - 2 | France |  |  |
|               |        |       |        |  |  |

| 18 avril 2019 | Montreux HC | 1 - 5 | Argentine |  |  |
|               |             |       |           |  |  |

| 19 avril 2019 | Argentine | 6 - 0 | France |  |  |
|               |           |       |        |  |  |

| 19 avril 2019 | Montreux HC | 1 - 4 | Italie |  |  |
|               |             |       |        |  |  |

## Phase à élimination directe

### Tableau
|  | Demi-finales  | Demi-finales  | Demi-finales  | Demi-finales  |                               |          | Finale        | Finale        | Finale        | Finale        |
|  |               |               |               |               |                               |          |               |               |               |               |
|  | 20 avril 2019 | 20 avril 2019 | 20 avril 2019 | 20 avril 2019 |                               |          | 21 avril 2019 | 21 avril 2019 | 21 avril 2019 | 21 avril 2019 |
|  | Portugal      | Portugal      | 3             | 3             |                               |          | 21 avril 2019 | 21 avril 2019 | 21 avril 2019 | 21 avril 2019 |
|  | Portugal      | Portugal      | 3             | 3             |                               |          | 21 avril 2019 | 21 avril 2019 | 21 avril 2019 | 21 avril 2019 |
|  | Italie        | Italie        | 2             | 2             |                               |          | 21 avril 2019 | 21 avril 2019 | 21 avril 2019 | 21 avril 2019 |
|  | Italie        | Italie        | 2             | 2             | Portugal                      | Portugal | 5             | 5             |               |               |
|  | 20 avril 2019 |               |               |               | Portugal                      | Portugal | 5             | 5             |               |               |
|  |               |               | Argentine     | Argentine     | 3                             | 3        |               |               |               |               |
|  | Argentine     | Argentine     | Argentine     | Argentine     | 3                             | 3        | 4             | 4             |               |               |
|  | Argentine     | Argentine     |               |               |                               |          |               | 4             |               |               |
|  | Angola        | Angola        | 3             | 3             |                               |          |               |               |               |               |
|  | Angola        | Angola        | 3             | 3             | Match pour la troisième place |          |               |               |               |               |
|  |               |               |               |               |                               |          |               |               |               |               |
|  | 21 avril 2019 |               |               |               |                               |          |               |               |               |               |
|  | Italie        | Italie        | 7             | 7             |                               |          |               |               |               |               |
|  | Italie        | Italie        | 7             | 7             |                               |          |               |               |               |               |
|  | Angola        | Angola        | 1             | 1             |                               |          |               |               |               |               |
|  | Angola        | Angola        | 1             | 1             |                               |          |               |               |               |               |

#### Matchs de classement
|  | Rencontres 5e-8e place | Rencontres 5e-8e place | Rencontres 5e-8e place | Rencontres 5e-8e place |                       |         | Rencontre 5e-6e place | Rencontre 5e-6e place | Rencontre 5e-6e place | Rencontre 5e-6e place |
|  |                        |                        |                        |                        |                       |         |                       |                       |                       |                       |
|  | 20 avril 2019          | 20 avril 2019          | 20 avril 2019          | 20 avril 2019          |                       |         | 21 avril 2019         | 21 avril 2019         | 21 avril 2019         | 21 avril 2019         |
|  | Espagne                | Espagne                | 10                     | 10                     |                       |         | 21 avril 2019         | 21 avril 2019         | 21 avril 2019         | 21 avril 2019         |
|  | Espagne                | Espagne                | 10                     | 10                     |                       |         | 21 avril 2019         | 21 avril 2019         | 21 avril 2019         | 21 avril 2019         |
|  | Montreux HC            | Montreux HC            | 1                      | 1                      |                       |         | 21 avril 2019         | 21 avril 2019         | 21 avril 2019         | 21 avril 2019         |
|  | Montreux HC            | Montreux HC            | 1                      | 1                      | Espagne               | Espagne | 2                     | 2                     |                       |                       |
|  | 20 avril 2019          |                        |                        |                        | Espagne               | Espagne | 2                     | 2                     |                       |                       |
|  |                        |                        | France                 | France                 | 4                     | 4       |                       |                       |                       |                       |
|  | France                 | France                 | France                 | France                 | 4                     | 4       | 9                     | 9                     |                       |                       |
|  | France                 | France                 |                        |                        |                       |         |                       | 9                     |                       |                       |
|  | Suisse                 | Suisse                 | 1                      | 1                      |                       |         |                       |                       |                       |                       |
|  | Suisse                 | Suisse                 | 1                      | 1                      | Rencontre 7e-8e place |         |                       |                       |                       |                       |
|  |                        |                        |                        |                        |                       |         |                       |                       |                       |                       |
|  | 21 avril 2019          |                        |                        |                        |                       |         |                       |                       |                       |                       |
|  | Montreux HC            | Montreux HC            | 4                      | 4                      |                       |         |                       |                       |                       |                       |
|  | Montreux HC            | Montreux HC            | 4                      | 4                      |                       |         |                       |                       |                       |                       |
|  | Suisse                 | Suisse                 | 2                      | 2                      |                       |         |                       |                       |                       |                       |
|  | Suisse                 | Suisse                 | 2                      | 2                      |                       |         |                       |                       |                       |                       |

## Classement final
| Pl. | Équipe      |
| --- | ----------- |
| 1   | Portugal    |
| 2   | Argentine   |
| 3   | Italie      |
| 4   | Angola      |
| 5   | France      |
| 6   | Espagne     |
| 7   | Montreux HC |
| 8   | Suisse      |